# Карасу (Акмолинская область)
Карасу (каз. Қарасу) — упразднённое село в Енбекшильдерском районе Акмолинской области Казахстана. Входило в состав Валихановского сельского округа. Код КАТО — 114545106.

## География
Село располагалось в восточной части района, на расстоянии примерно 72 километров (по прямой) к востоку от административного центра района — города Степняк, в 6 километрах к северу от административного центра сельского округа — села Валиханово.
Абсолютная высота — 216 метров над уровнем моря.
Ближайшие населённые пункты: село Валиханово — на юге, село Золотая Нива — на севере.

## История
Постановлением акимата Акмолинской области от 10 декабря 2009 года № а-13-532 и решением Акмолинского областного маслихата от 10 декабря 2009 года № 4С-19-5 село Карасу было переведено в категорию иных поселений и включено в состав села Валиханово.

## Население
В 1989 году население села составляло 134 человек (из них казахи — 74 %).
В 1999 году население села составляло 65 человек (29 мужчин и 36 женщин). По данным переписи 2009 года, в селе проживали 4 человека (2 мужчины и 2 женщины).
| Численность населения | Численность населения | Численность населения |
| 1989                  | 1999                  | 2009                  |
| --------------------- | --------------------- | --------------------- |
| 134                   | ↘65                   | ↘4                    |